# Ауельбеков, Еркин Нуржанович
Ерки́н Нуржа́нович Ауельбе́ков (каз. Еркін Нұржанұлы Әуелбеков; 22 июня 1930, а. Фрунзе, Петропавловский округ, Казакская АССР, РСФСР, СССР — 29 января 1999, Алма-Ата, Казахстан) — советский и казахстанский государственный и партийный деятель. Герой Социалистического Труда (1973).

## Биография
Происходит из рода атыгай племени аргын, казах.

### Образование
Окончил Московскую сельскохозяйственную академию имени К. А. Тимирязева. Член КПСС с 1952 года.

### Трудовая деятельность
С 1953 года работал главным агрономом, директором Коноваловской МТС, директором совхоза «Марьевский» в Северо-Казахстанской области. С 1961 года заместитель председателя Северо-Казахстанского облисполкома, второй секретарём Северо-Казахстанского обкома КПСС, председатель облисполкома.
В 1965 году назначен первым заместителем министра сельского хозяйства Казахской ССР, в 1968 году — министром хлебопродуктов и комбикормовой промышленности Казахской ССР, с 1968 года — первый секретарь Кокчетавского обкома партии, с 1978 — Тургайского обкома. С 1985 года — первый секретарь Кзыл-Ординского обкома партии. В 1988 году был избран заместителем председателя комиссии по национальной политике и межнациональным отношениям Совета Национальностей Верховного Совета СССР. Депутат Верховного Совета СССР: Совета Союза 8 созыва (1970—1974) от Кокчетавской области, Совета Национальностей 9-11 созывов (1974—1989) от Казахской ССР. В Верховный Совет 9 созыва избран от Кокчетавского сельского избирательного округа № 141 Казахской ССР; член Комиссии по сельскому хозяйству Совета Национальностей.
Кандидат в члены ЦК КПСС (1971—1976), член ЦК КПСС (1976—1990). В 1989—1991 годах — народный депутат СССР.
В 1991—1992 годах — советник президента Республики Казахстан.
С 1992 года — на пенсии. Работал президентом ассоциации крестьянских хозяйств «Жанасу» Рузаевского района.
Скончался 29 января 1999 года в Алма-Ате, похоронен в родном ауле Жанасу.

## Память
В Кокшетау проводится турнир по греко-римской борьбе, посвященного памяти Героя Социалистического Труда Е. Н. Ауельбекова. В Кызылорде в честь Е.Н. Ауельбекова названа одна из улиц